# Erica totta
Erica totta är en ljungväxtart som beskrevs av Carl Peter Thunberg. Erica totta ingår i släktet klockljungssläktet, och familjen ljungväxter. Inga underarter finns listade i Catalogue of Life.

## Bildgalleri

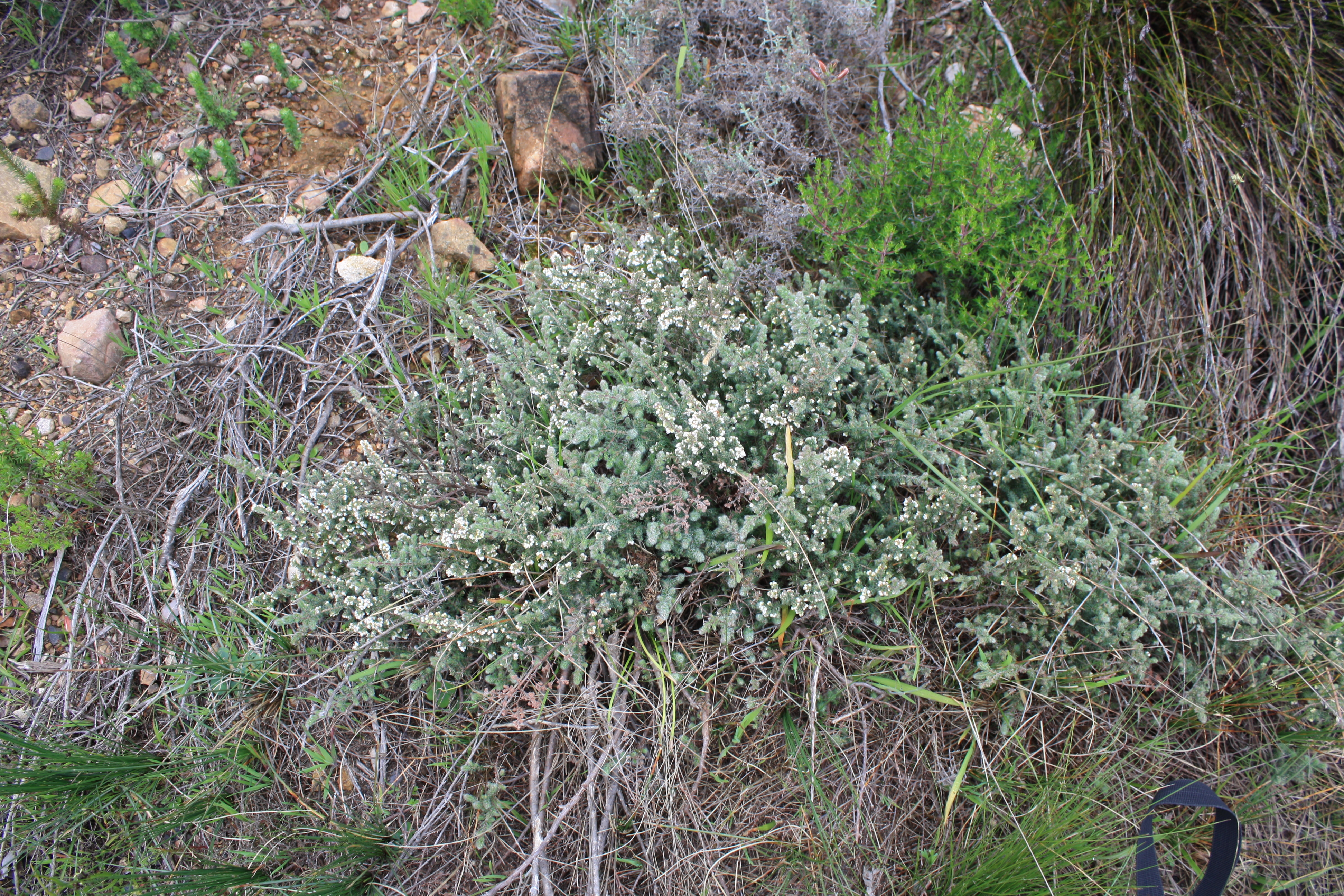
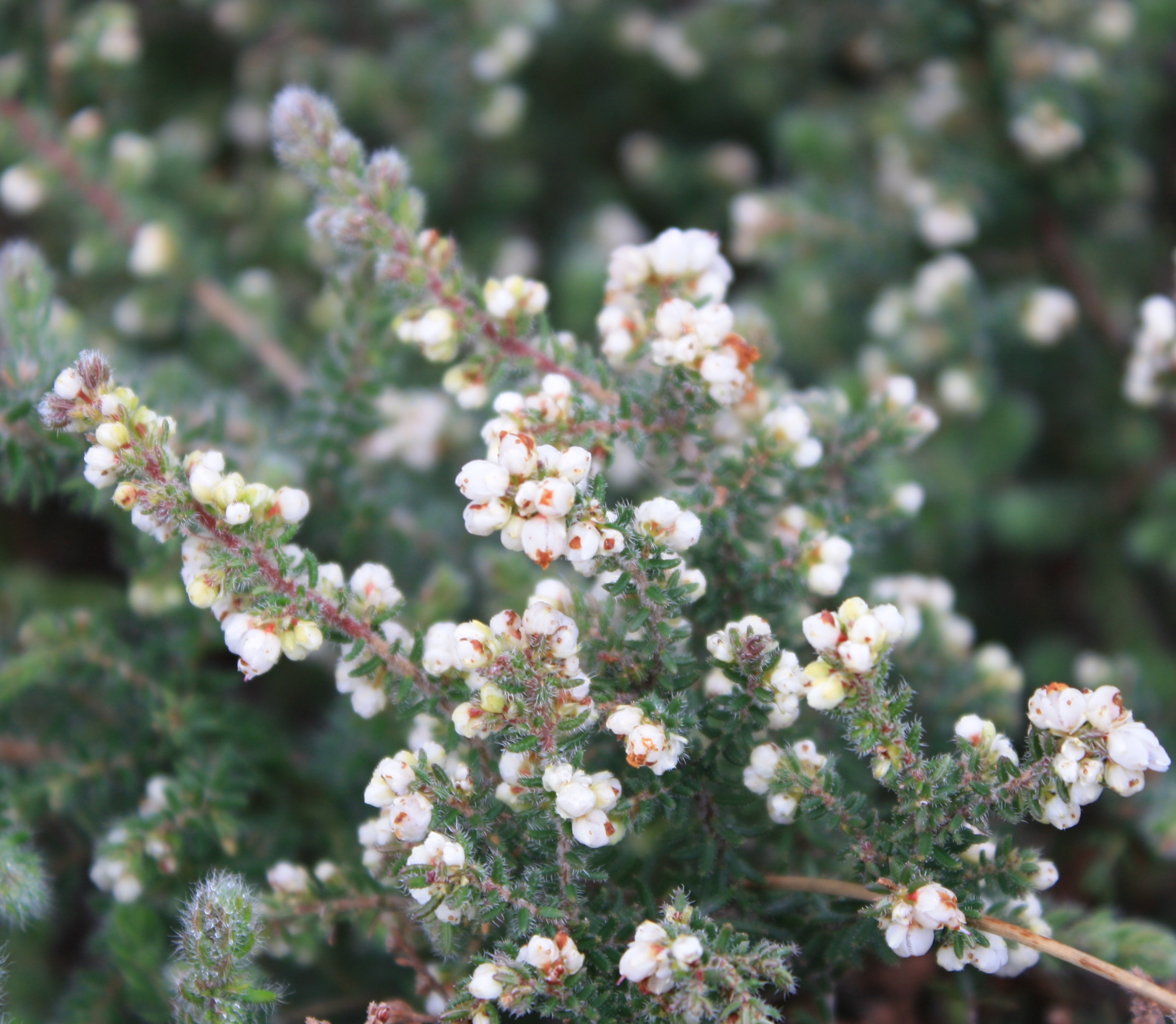
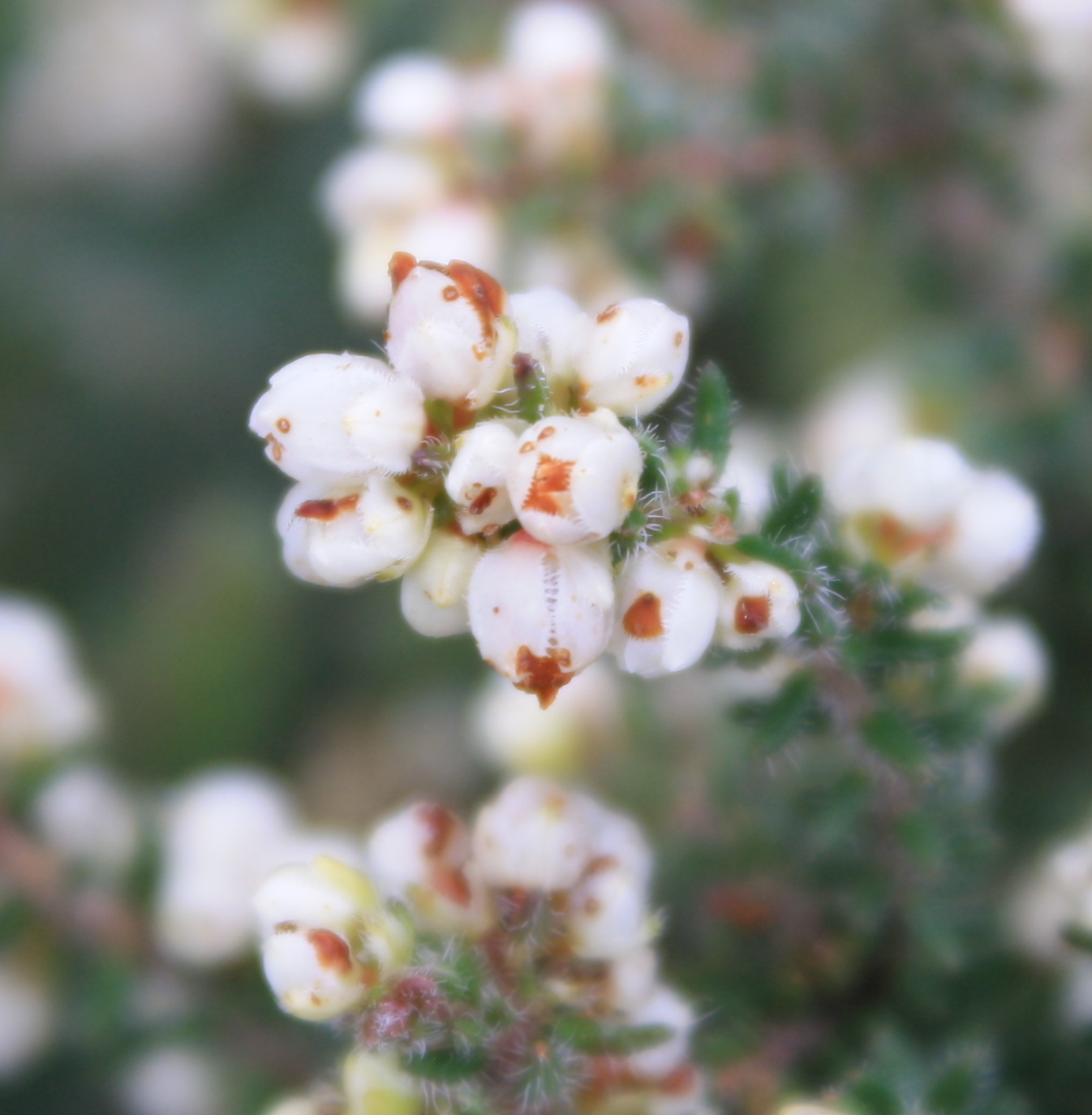
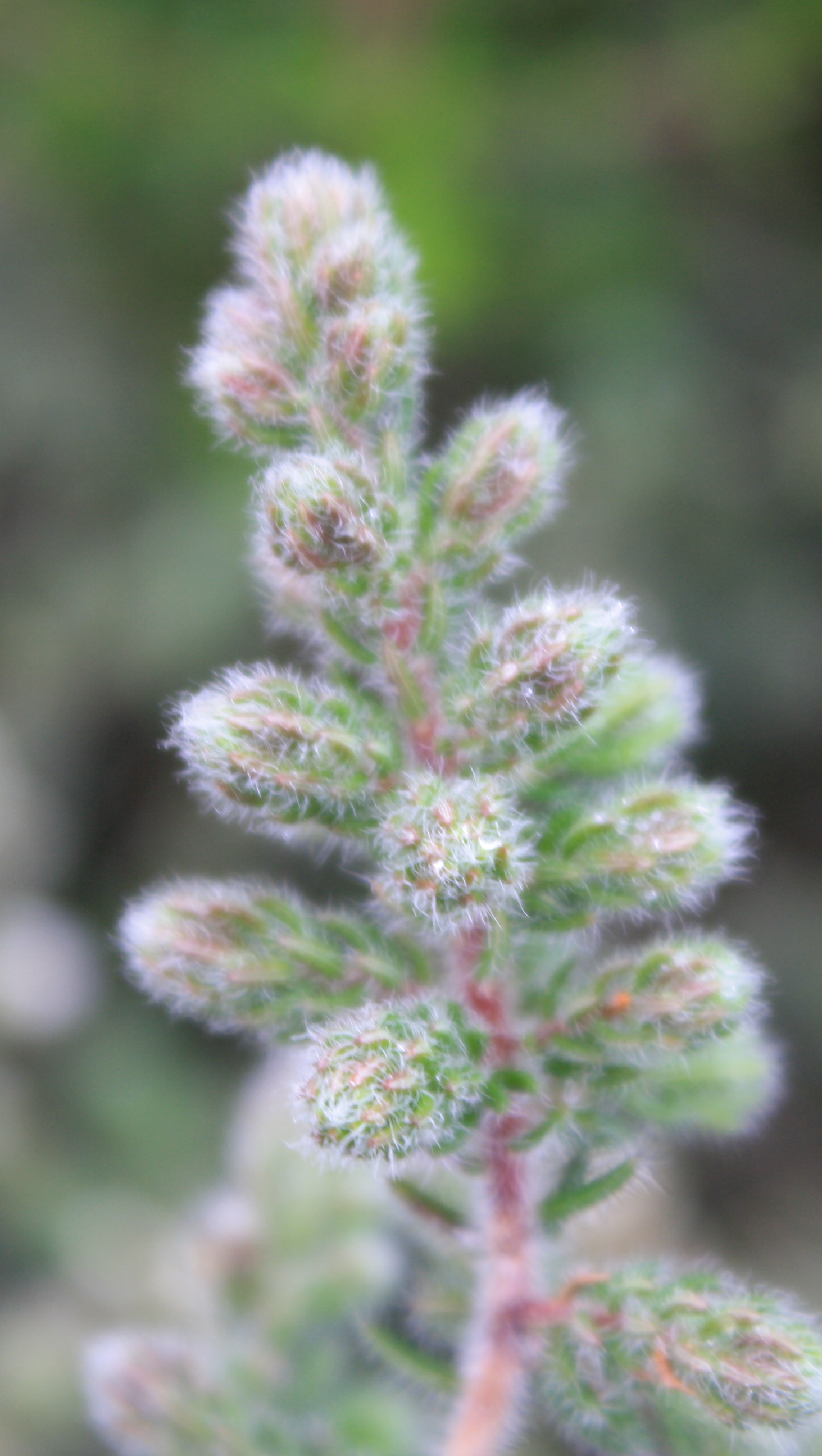